# Pärlor och svin
Pärlor och svin är debutalbumet med den svenska pop- och jazz-artisten Carolina Wallin Pérez, utgivet 2009 på Family Tree Music. Albumet består helt av covers på rockgruppen Kent, vars producent Stefan Boman har ansvarat för inspelningen av skivan. Albumet nådde som högst plats 23 på den svenska albumlistan.
Tre singlar har släppts från albumet; Pärlor, Ingenting och Utan dina andetag, där den sistnämnda nådde plats 30 på den svenska singellistan.

## Låtlista
| Nr  | Titel                   | Längd | Låtskrivare               |
| --- | ----------------------- | ----- | ------------------------- |
| 1.  | Gravitation             | 3:48  | Joakim Berg               |
| 2.  | Ingenting               | 3:44  | Joakim Berg, Martin Sköld |
| 3.  | Pärlor                  | 3:21  | Joakim Berg               |
| 4.  | Om du var här           | 4:09  | Joakim Berg               |
| 5.  | Klåparen                | 5:11  | Joakim Berg               |
| 6.  | Dom andra               | 3:43  | Joakim Berg               |
| 7.  | Oprofessionell          | 4:40  | Joakim Berg               |
| 8.  | Kevlarsjäl              | 3:59  | Joakim Berg               |
| 9.  | Musik non stop          | 4:43  | Joakim Berg               |
| 10. | Utan dina andetag       | 4:21  | Joakim Berg               |
| 11. | När det blåser på månen | 3:37  | Joakim Berg, Martin Sköld |
| 12. | Kärleken väntar         | 4:03  | Joakim Berg               |
| 13. | 747                     | 5:27  | Joakim Berg               |

## Singlar
- 2009 – Pärlor
- 2009 – Ingenting
- 2010 – Utan dina andetag (#30 Sverige)

## Listplaceringar
| Lista (2009) | Topplacering |
| ------------ | ------------ |
| Sverige      | 23           |